# 89e Kisei (shogi) 2017-2018
«Édition précédente (88)
89e Kisei
Édition suivante (90)»
Le 89e Kisei, appelé aussi « coupe Hulic », est une compétition majeure du shogi professionnel japonais organisée en 2017 et 2018 comptant pour la saison 2017-2018.

## Kiseisen Goban Shobu
Le championnat Kisei a vu s'opposer dans un match en cinq parties le tenant du titre Yoshiharu Habu à son challenger Masayuki Toyoshima vainqueur du Kesshō tōnamento.
Masayuki Toyoshima s'est emparé du titre Kisei en triomphant de Yoshiharu Habu par trois victoires à deux.

### Tableau
| Partie | Date       | Sente              | Sente    | Né en | Gote               | Gote     | Né en | Habu | Toyoshima | Lieu            |  |
| ------ | ---------- | ------------------ | -------- | ----- | ------------------ | -------- | ----- | ---- | --------- | --------------- |  |
| 1      | 06/06/2018 | Masayuki Toyoshima | 豊島将之 | 1990  | Yoshiharu Habu     | 羽生善治 | 1970  | 0    | 1         | Sumoto          |  |
| 2      | 16/06/2018 | Yoshiharu Habu     | 羽生善治 | 1970  | Masayuki Toyoshima | 豊島将之 | 1990  | 1    | 1         | Tokyo (Minato)  |  |
| 3      | 30/06/2018 | Masayuki Toyoshima | 豊島将之 | 1990  | Yoshiharu Habu     | 羽生善治 | 1970  | 1    | 2         | Numazu          |  |
| 4      | 10/07/2018 | Yoshiharu Habu     | 羽生善治 | 1970  | Masayuki Toyoshima | 豊島将之 | 1990  | 2    | 2         | Niigata         |  |
| 5      | 17/07/2018 | Masayuki Toyoshima | 豊島将之 | 1990  | Yoshiharu Habu     | 羽生善治 | 1970  | 2    | 3         | Tokyo (Chiyoda) |  |

### Parties
1. ↑  (ja) « Masayuki Toyoshima vs. Yoshiharu Habu "Kakugawari Koshikake Gin" 89e Kisei, Goban Shobu, 1re partie », sur 将棋DB2,‎ 6 juin 2018 (consulté le 13 décembre 2018)
2. ↑  (ja) « Yoshiharu Habu vs.Masayuki Toyoshima "Ibisha vs Ibisha (divers)" 89e Kisei, Goban Shobu, 2e partie », sur 将棋DB2,‎ 16 juin 2018 (consulté le 13 décembre 2018)
3. ↑  (ja) « Masayuki Toyoshima vs.Yoshiharu Habu "Ibisha vs Nanakenbisha" 89e Kisei, Goban Shobu, 3e partie », sur 将棋DB2 (consulté le 13 décembre 2018)
4. ↑  (ja) « Yoshiharu Habu vs Masayuki Toyoshima "Kakugawari Kashigake Gin" 89e Kisei, Goban Shobu, 4e partie », sur 将棋DB2 (consulté le 13 décembre 2018)
5. ↑  (ja) « Yoshiharu Habu vs. Masayuki Toyoshima  "Kakugawari Koshikake Gin"  89e Kisei Goban Shobu  5e Partie », sur 将棋DB2,‎ 17 juillet 2018 (consulté le 13 décembre 2018)

## Kesshō tōnamento

### Présentation
Le tournoi des candidats (Kessho Tonamento / 決勝トーナメント) a réuni 16 compétiteurs.
7 qualifiés d'office :
- Shintaro Saito 88e Kisei : challenger
- Tetsuro Itodani 88e Kisei : finaliste du Kesho Tonamento
- Yasumitsu Sato 88e Kisei : demi-finaliste du Kesho Tonamento
- Masataka Goda 88e Kisei : demi-finaliste du Kesho Tonamento
- Akira Watanabe Tenant des titres Ryuo & Kio
- Amahiko Sato Tenant du titre Meijin
- Toshiaki Kubo Tenant du titre Osho

9 qualifiés issus des Niji-Yosen :
- Akihito Hirose Vainqueur Poule 1
- Masayuki Toyoshima Vainqueur Poule 2
- Akira Inaba Vainqueur Poule 3
- Kohei Funae Vainqueur Poule 4
- Makoto Tobe Vainqueur Poule 5
- Hiroyuki Miura Vainqueur Poule 6
- Kazuki Kimura Vainqueur Poule 7
- Koru Abe Vainqueur Poule 8
- Daisuke Suzuki Vainqueur Poule 9

Masayuki Toyoshima remporte le Kessho Tonamento et devient le challenger du Kisei Yoshiharu Habu.

### Tableau
| Motif de qualification                  | Premier Tour                     | Quart de finale                  | Demi finale                                                        | finale                                                            | Challenger                                                        |
| --------------------------------------- | -------------------------------- | -------------------------------- | ------------------------------------------------------------------ | ----------------------------------------------------------------- | ----------------------------------------------------------------- |
| 88e Kisei Challenger                    | Shintaro Saito 斎藤慎太郎 1993   | Hiroyuki Miura 三浦弘行 1974     | Hiroyuki Miura 三浦弘行 1974 Tobe - Miura 0-1 09/04/2018           | Hiroyuki Miura 三浦弘行 1974 Miura - Inaba 1-0 27/04/2018         | Masayuki Toyoshima 豊島将之 1990 Miura - Toyoshima 0-1 01/05/2018 |
| Poule 6 Vainqueur                       | Hiroyuki Miura 三浦弘行 1974     | Hiroyuki Miura 三浦弘行 1974     | Hiroyuki Miura 三浦弘行 1974 Tobe - Miura 0-1 09/04/2018           | Hiroyuki Miura 三浦弘行 1974 Miura - Inaba 1-0 27/04/2018         | Masayuki Toyoshima 豊島将之 1990 Miura - Toyoshima 0-1 01/05/2018 |
| Poule 5 Vainqueur                       | Makoto Tobe 戸辺誠 1986          | Makoto Tobe 戸辺誠 1986          | Hiroyuki Miura 三浦弘行 1974 Tobe - Miura 0-1 09/04/2018           | Hiroyuki Miura 三浦弘行 1974 Miura - Inaba 1-0 27/04/2018         | Masayuki Toyoshima 豊島将之 1990 Miura - Toyoshima 0-1 01/05/2018 |
| Tenant du titre Ryuo / Kio              | Akira Watanabe 渡辺明 1984       | Makoto Tobe 戸辺誠 1986          | Hiroyuki Miura 三浦弘行 1974 Tobe - Miura 0-1 09/04/2018           | Hiroyuki Miura 三浦弘行 1974 Miura - Inaba 1-0 27/04/2018         | Masayuki Toyoshima 豊島将之 1990 Miura - Toyoshima 0-1 01/05/2018 |
| Poule 7 Vainqueur                       | Kazuki Kimura 木村一基 1973      | Akira Inaba 稲葉陽 1988          | Akira Inaba 稲葉陽 1988 Y.Sato - Inaba 0-1 18/04/2018              | Hiroyuki Miura 三浦弘行 1974 Miura - Inaba 1-0 27/04/2018         | Masayuki Toyoshima 豊島将之 1990 Miura - Toyoshima 0-1 01/05/2018 |
| Poule 3 Vainqueur                       | Akira Inaba 稲葉陽 1988          | Akira Inaba 稲葉陽 1988          | Akira Inaba 稲葉陽 1988 Y.Sato - Inaba 0-1 18/04/2018              | Hiroyuki Miura 三浦弘行 1974 Miura - Inaba 1-0 27/04/2018         | Masayuki Toyoshima 豊島将之 1990 Miura - Toyoshima 0-1 01/05/2018 |
| Poule 4 Vainqueur                       | Kohei Funae 船江恒平 1987        | Yasumitsu Sato 佐藤康光 1969     | Akira Inaba 稲葉陽 1988 Y.Sato - Inaba 0-1 18/04/2018              | Hiroyuki Miura 三浦弘行 1974 Miura - Inaba 1-0 27/04/2018         | Masayuki Toyoshima 豊島将之 1990 Miura - Toyoshima 0-1 01/05/2018 |
| 88e Kisei 1/2 finale Kessho Tonamento   | Yasumitsu Sato 佐藤康光 1969     | Yasumitsu Sato 佐藤康光 1969     | Akira Inaba 稲葉陽 1988 Y.Sato - Inaba 0-1 18/04/2018              | Hiroyuki Miura 三浦弘行 1974 Miura - Inaba 1-0 27/04/2018         | Masayuki Toyoshima 豊島将之 1990 Miura - Toyoshima 0-1 01/05/2018 |
| 88e Kisei 1/2 finale Kessho Tonamento   | Masataka Goda 郷田真隆 1971      | Akihito Hirose 広瀬章人 1987     | Koru Abe 阿部光瑠 1994 K.Abe - Hirose                              | Masayuki Toyoshima 豊島将之 1990 Toyoshima - K.Abe 1-0 26/04/2018 | Masayuki Toyoshima 豊島将之 1990 Miura - Toyoshima 0-1 01/05/2018 |
| Poule 1 Vainqueur                       | Akihito Hirose 広瀬章人 1987     | Akihito Hirose 広瀬章人 1987     | Koru Abe 阿部光瑠 1994 K.Abe - Hirose                              | Masayuki Toyoshima 豊島将之 1990 Toyoshima - K.Abe 1-0 26/04/2018 | Masayuki Toyoshima 豊島将之 1990 Miura - Toyoshima 0-1 01/05/2018 |
| Poule 8 Vainqueur                       | Koru Abe 阿部光瑠 1994           | Koru Abe 阿部光瑠 1994           | Koru Abe 阿部光瑠 1994 K.Abe - Hirose                              | Masayuki Toyoshima 豊島将之 1990 Toyoshima - K.Abe 1-0 26/04/2018 | Masayuki Toyoshima 豊島将之 1990 Miura - Toyoshima 0-1 01/05/2018 |
| Tenant du titre Meijin                  | Amahiko Sato 佐藤天彦 1988       | Koru Abe 阿部光瑠 1994           | Koru Abe 阿部光瑠 1994 K.Abe - Hirose                              | Masayuki Toyoshima 豊島将之 1990 Toyoshima - K.Abe 1-0 26/04/2018 | Masayuki Toyoshima 豊島将之 1990 Miura - Toyoshima 0-1 01/05/2018 |
| Tenant du titre Osho                    | Toshiaki Kubo 久保利明 1975      | Masayuki Toyoshima 豊島将之 1990 | Masayuki Toyoshima 豊島将之 1990 Suzuki - Toyoshima 0-1 19/04/2018 | Masayuki Toyoshima 豊島将之 1990 Toyoshima - K.Abe 1-0 26/04/2018 | Masayuki Toyoshima 豊島将之 1990 Miura - Toyoshima 0-1 01/05/2018 |
| Poule 2 Vainqueur                       | Masayuki Toyoshima 豊島将之 1990 | Masayuki Toyoshima 豊島将之 1990 | Masayuki Toyoshima 豊島将之 1990 Suzuki - Toyoshima 0-1 19/04/2018 | Masayuki Toyoshima 豊島将之 1990 Toyoshima - K.Abe 1-0 26/04/2018 | Masayuki Toyoshima 豊島将之 1990 Miura - Toyoshima 0-1 01/05/2018 |
| Poule 7 Vainqueur                       | Daisuke Suzuki 鈴木大介 1973     | Daisuke Suzuki 鈴木大介 1973     | Masayuki Toyoshima 豊島将之 1990 Suzuki - Toyoshima 0-1 19/04/2018 | Masayuki Toyoshima 豊島将之 1990 Toyoshima - K.Abe 1-0 26/04/2018 | Masayuki Toyoshima 豊島将之 1990 Miura - Toyoshima 0-1 01/05/2018 |
| 88e Kisei Finaliste du Kessho Tonamento | Tetsuro Itodani 糸谷哲郎 1988    | Daisuke Suzuki 鈴木大介 1973     | Masayuki Toyoshima 豊島将之 1990 Suzuki - Toyoshima 0-1 19/04/2018 | Masayuki Toyoshima 豊島将之 1990 Toyoshima - K.Abe 1-0 26/04/2018 | Masayuki Toyoshima 豊島将之 1990 Miura - Toyoshima 0-1 01/05/2018 |

### Parties
finale
1. ↑  (ja) « Hiroyuki Miura vs.Masayuki Toyoshima "Kakugawari" 89e Kisei, Kessho Tonamento, finale », sur 将棋DB2,‎ 1er mai 2018 (consulté le 13 décembre 2018)

demi-finales
1. ↑  (ja) « Hiroyuki Miura vs. Akire Inaba "Yokofudori" 89e Kisei, Kessho Tonamento, demi-finale », sur 将棋DB2,‎ 27 avril 2018 (consulté le 13 décembre 2018)
2. ↑  (ja) « Masayuki Toyoshima vs. Koru Abe 89e Kisei, Kessho tonamento, demi-finale », sur 将棋DB2 (consulté le 11 juillet 2019)

quarts de finale
1. ↑  (ja) « Makoto Tobe vs. Hiroyuki Miura "irreguliere" 89e Kisei, Kessho Tonamento, quart de finale », sur 将棋DB2 (consulté le 15 décembre 2018)
2. ↑  (ja) « Yasumitsu Sato vs. Akira Inaba "Irreguliere"  89e Kisei, Kessho Tonamento, quart de finale », sur 将棋DB2,‎ 18 avril 2018 (consulté le 15 décembre 2018)
3. ↑  徹底解説！将棋の定跡, « ▲Koru Abe  △Akihito Hirose "Aigakari" 89e Kisei, Kessho Tonamento, quart de finale »,‎ 2018-04-?? (consulté le 15 décembre 2018)
4. ↑  (ja) « Daisuke Suzuki vs. Masayuki Toyoshima "Sankenbisha Anaguma vs Ibisha" 89e Kisei, Kessho Tonamento, quart de finale », sur 将棋DB2 (consulté le 14 décembre 2018)

## Niji-Yosen
La seconde étape des qualifications (Niji-Yosen) a été composée de 9 tournois à élimination directe réunissant 54 compétiteurs.
Chaque vainqueur a accédé au Kessho tonamento.

### 1-Kumi
| jun'i-sen A-kyū                   | Akihito Hirose 広瀬章人 1987   | Akihito Hirose 広瀬章人 1987 | Akihito Hirose 広瀬章人 1987 | Akihito Hirose 広瀬章人 1987 |
| Jun'i-sen B 2                     | Daisuke Nakagawa 中川大輔 1968 | Hiroki Nakata 中田宏樹 1964  | Akihito Hirose 広瀬章人 1987 | Akihito Hirose 広瀬章人 1987 |
| Jun'i-sen B 2                     | Hiroki Nakata 中田宏樹 1964    | Hiroki Nakata 中田宏樹 1964  | Akihito Hirose 広瀬章人 1987 | Akihito Hirose 広瀬章人 1987 |
| Jun'i-sen B 2                     | Takeshi Fujii 藤井猛1970       | Takeshi Fujii 藤井猛1970     | Takeshi Fujii 藤井猛1970     | Akihito Hirose 広瀬章人 1987 |
| Zenki honsen shinshutsu           | Takuya Nagase 永瀬拓矢 1992    | Takeshi Fujii 藤井猛1970     | Takeshi Fujii 藤井猛1970     | Akihito Hirose 広瀬章人 1987 |
| Ichijiyosen toppa (イ組 / i-gumi) | Reo Kurosawa 黒沢怜生 1992     | Reo Kurosawa 黒沢怜生 1992   | Takeshi Fujii 藤井猛1970     | Akihito Hirose 広瀬章人 1987 |

### 2-Kumi
| jun'i-sen A-kyū                    | Masayuki Toyoshima 豊島将之 1990 | Masayuki Toyoshima 豊島将之 1990 | Masayuki Toyoshima 豊島将之 1990 | Masayuki Toyoshima 豊島将之 1990 |
| Jun'i-sen B 2                      | Mamoru Hatakeyama 畠山鎮 1969    | Yoshikazu Minami 南芳一 1963     | Masayuki Toyoshima 豊島将之 1990 | Masayuki Toyoshima 豊島将之 1990 |
| Kisei chōsen keiken-sha            | Yoshikazu Minami 南芳一 1963     | Yoshikazu Minami 南芳一 1963     | Masayuki Toyoshima 豊島将之 1990 | Masayuki Toyoshima 豊島将之 1990 |
| Jun'i-sen B 2                      | Takeshi Abe 阿部隆 1967          | Takeshi Abe 阿部隆 1967          | Kazuhiro Nishikawa 西川和宏 1986 | Masayuki Toyoshima 豊島将之 1990 |
| Jun'i-sen B 2                      | Keita Inoue 井上慶太 1964        | Takeshi Abe 阿部隆 1967          | Kazuhiro Nishikawa 西川和宏 1986 | Masayuki Toyoshima 豊島将之 1990 |
| Ichijiyosen toppa (ロ組 / Ro-gumi) | Kazuhiro Nishikawa 西川和宏 1986 | Kazuhiro Nishikawa 西川和宏 1986 | Kazuhiro Nishikawa 西川和宏 1986 | Masayuki Toyoshima 豊島将之 1990 |

### 3-Kumi
| jun'i-sen A-kyū                    | Akira Inaba 稲葉陽 1988           | Akira Inaba 稲葉陽 1988        | Akira Inaba 稲葉陽 1988       | Akira Inaba 稲葉陽 1988 |
| Jun'i-sen B 2                      | Naruyuki Hatakeyama 畠山成幸 1969 | Kensuke Kitahama 北浜健介 1975 | Akira Inaba 稲葉陽 1988       | Akira Inaba 稲葉陽 1988 |
| Jun'i-sen B 2                      | Kensuke Kitahama 北浜健介 1975    | Kensuke Kitahama 北浜健介 1975 | Akira Inaba 稲葉陽 1988       | Akira Inaba 稲葉陽 1988 |
| Jun'i-sen B 2                      | Shingo Sawada 澤田真吾1991        | Shingo Sawada 澤田真吾 1991    | Takahiro Ohashi 大橋貴洸 1992 | Akira Inaba 稲葉陽 1988 |
| Jun'i-sen B 1                      | Koji Tanigawa 谷川浩司 1962       | Shingo Sawada 澤田真吾 1991    | Takahiro Ohashi 大橋貴洸 1992 | Akira Inaba 稲葉陽 1988 |
| Ichijiyosen toppa (ハ組 / Ha-gumi) | Takahiro Ohashi 大橋貴洸 1992     | Takahiro Ohashi 大橋貴洸 1992  | Takahiro Ohashi 大橋貴洸 1992 | Akira Inaba 稲葉陽 1988 |

### 4-Kumi
| Jun'i-sen B 1                      | Takayuki Yamazaki 山崎隆之 1981 | Takayuki Yamazaki 山崎隆之 1981 | Takayuki Yamazaki 山崎隆之 1981 | Kohei Funae 船江恒平 1987 |
| kisei keiken-sha                   | Kiyozumi Kiriyama 桐山清澄 1947 | Shota Chida 千田翔太 1994       | Takayuki Yamazaki 山崎隆之 1981 | Kohei Funae 船江恒平 1987 |
| Zenki honsen shinshutsu            | Shota Chida 千田翔太 1994       | Shota Chida 千田翔太 1994       | Takayuki Yamazaki 山崎隆之 1981 | Kohei Funae 船江恒平 1987 |
| Jun'i-sen B 1                      | Tatsuya Sugai 菅井竜也 1992     | Tadashi Oishi 大石直嗣 1981     | Kohei Funae 船江恒平 1987       | Kohei Funae 船江恒平 1987 |
| Jun'i-sen B 2                      | Tadashi Oishi 大石直嗣 1981     | Tadashi Oishi 大石直嗣 1981     | Kohei Funae 船江恒平 1987       | Kohei Funae 船江恒平 1987 |
| Ichijiyosen toppa (二組 / Ni-gumi) | Kohei Funae 船江恒平 1987       | Kohei Funae 船江恒平 1987       | Kohei Funae 船江恒平 1987       | Kohei Funae 船江恒平 1987 |

### 5-Kumi
| Zenki honsen shinshutsu            | Toshiyuki Moriuchi 森内俊之 1970 | Toshiyuki Moriuchi 森内俊之 1970 | Toshiyuki Moriuchi 森内俊之 1970 | Makoto Tobe 戸辺誠 1986 |
| Kisei keiken-sha                   | Torahiko Tanaka 田中寅彦 1957    | Hiroaki Yokoyama 横山泰明 1980   | Toshiyuki Moriuchi 森内俊之 1970 | Makoto Tobe 戸辺誠 1986 |
| Jun'i-sen A-kyū                    | Hiroaki Yokoyama 横山泰明 1980   | Hiroaki Yokoyama 横山泰明 1980   | Toshiyuki Moriuchi 森内俊之 1970 | Makoto Tobe 戸辺誠 1986 |
| Jun'i-sen B 2                      | Makoto Tobe 戸辺誠 1986          | Makoto Tobe 戸辺誠 1986          | Makoto Tobe 戸辺誠 1986a         | Makoto Tobe 戸辺誠 1986 |
| Kisei chōsen keiken-sha            | Akira Shima 島朗 1963            | Makoto Tobe 戸辺誠 1986          | Makoto Tobe 戸辺誠 1986a         | Makoto Tobe 戸辺誠 1986 |
| Ichijiyosen toppa (ホ組 / Ho-gumi) | Tatsuya Sanmaido 三枚堂達也 1993 | Tatsuya Sanmaido 三枚堂達也 1993 | Makoto Tobe 戸辺誠 1986a         | Makoto Tobe 戸辺誠 1986 |

### 6-Kumi
| Jun'i-sen A-kyū                   | Hiroyuki Miura 三浦弘行 1974    | Hiroyuki Miura 三浦弘行 1974    | Hiroyuki Miura 三浦弘行 1974 | Hiroyuki Miura 三浦弘行 1974 |
| Jun'i-sen B 2                     | Hirotaka Nozuki 野月浩貴 1973   | Hirotaka Nozuki 野月浩貴 1973   | Hiroyuki Miura 三浦弘行 1974 | Hiroyuki Miura 三浦弘行 1974 |
| Jun'i-sen B 2                     | Taichi Nakamura 中村太地 1988   | Hirotaka Nozuki 野月浩貴 1973   | Hiroyuki Miura 三浦弘行 1974 | Hiroyuki Miura 三浦弘行 1974 |
| Jun'i-sen B 1                     | Tadehisa Maruyama 丸山忠久 1970 | Tadehisa Maruyama 丸山忠久 1970 | Kazuo Sugimoto 杉本和陽 1991 | Hiroyuki Miura 三浦弘行 1974 |
| Jun'i-sen B 2                     | Makoto Sasaki 佐々木慎 1980     | Tadehisa Maruyama 丸山忠久 1970 | Kazuo Sugimoto 杉本和陽 1991 | Hiroyuki Miura 三浦弘行 1974 |
| Ichijiyosen toppa (へ組 / E-gumi) | Kazuo Sugimoto 杉本和陽 1991    | Kazuo Sugimoto 杉本和陽 1991    | Kazuo Sugimoto 杉本和陽 1991 | Hiroyuki Miura 三浦弘行 1974 |

### 7-Kumi
| Jun'i-sen B 1                      | Chikara Akutsu 阿久津主税 1972 | Chikara Akutsu 阿久津主税 1972 | Teruichi Aono 青野照市 1953 | Kazuki Kimura 木村一基 1973 |
| Jun'i-sen B 2                      | Teruichi Aono 青野照市 1953    | Teruichi Aono 青野照市 1953    | Teruichi Aono 青野照市 1953 | Kazuki Kimura 木村一基 1973 |
| Jun'i-sen B 2                      | Kosuke Tamura 田村康介 1976    | Teruichi Aono 青野照市 1953    | Teruichi Aono 青野照市 1953 | Kazuki Kimura 木村一基 1973 |
| Jun'i-sen B 1                      | Kazuki Kimura 木村一基 1973    | Kazuki Kimura 木村一基 1973    | Kazuki Kimura 木村一基 1973 | Kazuki Kimura 木村一基 1973 |
| Jun'i-sen B 1                      | Ayumu Matsuo 松尾歩 1980       | Kazuki Kimura 木村一基 1973    | Kazuki Kimura 木村一基 1973 | Kazuki Kimura 木村一基 1973 |
| Ichijiyosen toppa (ト組 / To-gumi) | Yasuaki Tsukada 塚田泰明 1964  | Yasuaki Tsukada 塚田泰明 1964  | Kazuki Kimura 木村一基 1973 | Kazuki Kimura 木村一基 1973 |

### 8-Kumi
| Jun'i-sen A-kyū                     | Hisachi Namekata 行方尚史 1973 | Hisachi Namekata 行方尚史 1973 | Hisachi Namekata 行方尚史 1973 | Koru Abe 阿部光瑠 1994 |
| Jun'i-sen B 2                       | Yasuaki Maruyama 村山慈明 1984 | Yasuaki Maruyama 村山慈明 1984 | Hisachi Namekata 行方尚史 1973 | Koru Abe 阿部光瑠 1994 |
| Jun'i-sen B 2                       | Yoshiyuki Kubota 窪田義行 1973 | Yasuaki Maruyama 村山慈明 1984 | Hisachi Namekata 行方尚史 1973 | Koru Abe 阿部光瑠 1994 |
| Jun'i-sen B 2                       | Taku Morishita 森下卓 1964     | Taku Morishita 森下卓 1964     | Koru Abe 阿部光瑠 1994         | Koru Abe 阿部光瑠 1994 |
| Jun'i-sen B 2                       | Osamu Nakamura 中村修 1962     | Taku Morishita 森下卓 1964     | Koru Abe 阿部光瑠 1994         | Koru Abe 阿部光瑠 1994 |
| Ichijiyosen toppa (チ組 / Chi-gumi) | Koru Abe 阿部光瑠 1994         | Koru Abe 阿部光瑠 1994         | Koru Abe 阿部光瑠 1994         | Koru Abe 阿部光瑠 1994 |

### 9-Kumi
| Jun'i-sen A-kyū | Koichi Fukaura 深浦康市 1972     | Koichi Fukaura 深浦康市 1972   | Daisuke Suzuki 鈴木大介 1974   | Daisuke Suzuki 鈴木大介 1974 |
| Jun'i-sen B 2   | Daisuke Suzuki 鈴木大介 1974     | Daisuke Suzuki 鈴木大介 1974   | Daisuke Suzuki 鈴木大介 1974   | Daisuke Suzuki 鈴木大介 1974 |
| Jun'i-sen B 2   | Eiji Iijima 飯島栄治 1979        | Daisuke Suzuki 鈴木大介 1974   | Daisuke Suzuki 鈴木大介 1974   | Daisuke Suzuki 鈴木大介 1974 |
| Jun'i-sen B 2   | Hiroki Iizuka 飯塚祐紀 1969      | Hiroki Iizuka 飯塚祐紀 1969    | Nobuyuki Yashiki 屋敷伸之 1972 | Daisuke Suzuki 鈴木大介 1974 |
| Jun'i-sen B 1   | Takanori Hashimoto 橋本崇載 1983 | Hiroki Iizuka 飯塚祐紀 1969    | Nobuyuki Yashiki 屋敷伸之 1972 | Daisuke Suzuki 鈴木大介 1974 |
| Jun'i-sen B 2   | Nobuyuki Yashiki 屋敷伸之 1972   | Nobuyuki Yashiki 屋敷伸之 1972 | Nobuyuki Yashiki 屋敷伸之 1972 | Daisuke Suzuki 鈴木大介 1974 |

## Rang
| Kishi      | Kishi              | Kishi    | Né en |  |    |                    |  |  |  |
| ---------- | ------------------ | -------- | ----- |  | -- | ------------------ |  |  |  |
| Kisei      | Masayuki Toyoshima | 豊島将之 | 1990  |  | 16 | Toshiaki Kubo      |  |  |  |
| Prétendant | Yoshiharu Habu     | 羽生善治 | 1970  |  | 17 | Kohei Funae        |  |  |  |
| Finaliste  | Hiroyuki Miura     | 三浦弘行 | 1974  |  | 18 | Takayuki Yamazaki  |  |  |  |
| 4          | Akira Inaba        |          |       |  | 19 | Nobuyuki Yashiki   |  |  |  |
| 5          | Koru Abe           |          |       |  | 20 | Toshiyuki Moriuchi |  |  |  |
| 6          | Yasumitsu Sato     |          |       |  | 21 | Hisachi Namekata   |  |  |  |
| 7          | Akihito Hirose     |          |       |  | 22 | Takeshi Fujii      |  |  |  |
| 8          | Makoto Tobe        |          |       |  | 23 | Teruichi Aono      |  |  |  |
| 9          | Daisuke Suzuki     |          |       |  | 24 |                    |  |  |  |
| 10         | Shintaro Saito     |          |       |  | 25 |                    |  |  |  |
| 11         | Tetsuro Itodani    |          |       |  | 26 |                    |  |  |  |
| 12         | Masataka Goda      |          |       |  | 27 |                    |  |  |  |
| 13         | Kenzuke Kimura     |          |       |  | 28 |                    |  |  |  |
| 14         | Amahiko Sato       |          |       |  | 29 |                    |  |  |  |
| 15         | Akira Watanabe     |          |       |  | 30 |                    |  |  |  |